# Turnitin
Turnitin es un servicio de prevención de plagio en internet creado por iParadigms, LLC, lanzado por primera vez en 1997. Típicamente, las universidades y los institutos compran licencias para enviar ensayos al sitio web de Turnitin, el cual revisa el documento en busca de contenido no original. Los resultados pueden ser usados para identificar semejanzas a fuentes existentes o puede ser utilizados en la evaluación formativa para ayudar a los estudiantes a saber cómo evitar plagio y mejorar su escritura.
Los estudiantes pueden ser obligados por su escuela a enviar sus ensayos a Turnitin, como disuasión del plagio. Esto ha sido una fuente de crítica, pues algunos estudiantes se han negado a hacerlo en la creencia que ese requisito constituye una presunción de culpabilidad. Además, los críticos han alegado que el uso del software viola la intimidad educativa y las leyes de propiedad intelectual.
La compañía matriz, iParadigms LLC, también ofrece un servicio similar de detección de plagio para editores de diarios, de revistas y libros, llamado iThenticate, y mantiene el sitio web informativo Plagiarism.org. Otras herramientas incluidas en la suite de Turnitin son los servicios: GradeMark (clasificación on-line y retroalimentación) y PeerMark (revisión por pares). Turnitin lanzó WriteCycle Suite el 3 de febrero de 2009. WriteCycle permite la Comprobación de Originalidad con su servicio on-line GradeMark y las herramientas de PeerMark. Turnitin lanzó Turnitin2 el 4 de septiembre de 2010, disminuyendo la nomenclatura WriteCycle.

## Función
Turnitin controla los potenciales contenidos no originales mediante una comparación de los papers enviados a varias bases de datos que utilizan un algoritmo propietario. Escanea sus propias bases de datos, y también tiene acuerdos de licenciamiento con grandes bases de datos académicas privadas. Turnitin puede ser de gran ayuda para garantizar la calidad final y la originalidad de su trabajo académico. Identifica los puntos débiles de su texto en los que debería trabajar mejor.

## Controversia

### Intimidad
La Unión Estudiantil en la universidad Dalhousie ha criticado el uso de Turnitin en las universidades canadienses porque el gobierno estadounidense puede ser capaz de acceder a artículos científicos e información personal en la base de datos bajo el Acta PATRIOTA de los Estados Unidos.
La Universidad Mount Saint Vincent fue la primera universidad canadiense en prohibir el servicio Turnitin, en parte debido a implicaciones de la mencionada ley.

### WriteCheck
iParadigms, la compañía detrás de Turnitin, corría otro sitio web llamado WriteCheck donde los estudiantes podrían entregar sus artículos científicos para ser evaluados en la misma base de datos utilizada por Turnitin, y determinar si su artículo se detectaría como plagio. Writecheck se retiró del servicio en 2020.  Alex Tabarrok sostiene que «ellos son los caudillos que están armando ambos lados de esta guerra de plagio».